# Марио Млинарић
Марио Млинарић (хрв. Mario Mlinarić; Бјеловар 8. децембар 1979) хрватски је координациони тренер, професор физичког васпитања, магистар кинезиологије, стручни сарадник на Кинезиолошком факултету у Загребу и ортанизатор бројних хуманитарних организација око спорта и здравља. Актуелни је водитељ ријалити-шоуа Сурвајвор: Доминиканска Република.

## Филмографија
- Забрањена љубав као Јаков Баришић (2005—2008)
- Закон љубави као Ивор Вилић (2008)
- Најбоље године као кондуктер (2009)